# Логійко Людмила Миколаївна
Людмила Миколаївна Логійко (13 травня 1946—10 жовтня 2002, Київ) — українська акторка театру, кіно та дубляжу.

## Біографія
Народилася 13 травня 1946 року у Києві. У 1968 році закінчила Київський державний інститут театрального мистецтва імені Івана Карпенка-Карого.
З 1968 року працювала в Бєльцському молдавсько-російському драматичному театрі у місті Бєльці, у 1972—1974 роках у Закарпатському обласному державному російському драматичному театрі у місті Мукачеве, у 1974–1976 роках у Жовтневому палаці культури у Києві, у 1976—1981 роках хореографом у спортивному товаристві «Динамо» у Києві.
Була акторкою кіностудії імені Олександра Довженка, засновником і директором студії дубляжу «Хлопушка», співзасновником і директором МКФ для дітей та юнацтва «Синій птах» та членом Національної спілки кінематографістів України.
Померла 10 жовтня 2002 року у Києві.

## Фільмографія
- «Переходимо до любові» (1975)
- «Напередодні прем'єри» (1977)
- «Своє щастя» (1979)
- «Депутатська година» (1980)
- «Дрібниці життя» (1980)
- «Дощ у чужому місті» (1980)
- «Інспектор Лосєв» (1981)
- «Грачі» (1982)
- «Повернення Баттерфляй» (1982)
- «Кларнети ніжності» (1982)
- «Поживемо, побачимо» (1984)
- «Кожен мисливець бажає знати…» (1985)
- «Міст через життя» (1986)
- «Дама з папугою» (1988)

## Дублювання та озвучення українською
- «Про всіх на світі» — (озвучення кіностудії «Київнаукфільм»)
- «Дощику, дощику, припусти!» — (озвучення кіностудії «Київнаукфільм»)
- «Іванко та воронячий цар» — (озвучення кіностудії «Київнаукфільм»)
- «Дострибни до хмаринки» — (озвучення кіностудії «Київнаукфільм»)
- «Осінній вальс» — (озвучення кіностудії «Київнаукфільм»)
- «Івасик-Телесик» — (озвучення кіностудії «Київнаукфільм»)
- «Котик та Півник» — (озвучення студії «Укранімафільм»)
- «Муві-Няня» — (озвучення студії «Борисфен-С»)

## Дублювання та озвучення російською
- «Жертва в ім'я кохання» — (російський дубляж кіностудії ім.Довженко)
- «Ще один зв'язок» — (російський дубляж кіностудії ім.Довженко)
- «Викрадення у Тютюрлистані» — (російський дубляж кіностудії ім.Довженко)
- «Холодний янгол» — (російський дубляж кіностудії ім.Довженко)
- «Пригоди блакитного лицаря» — (російський дубляж кіностудії ім.Довженко)
- «Ситара» — (російський дубляж кіностудії ім.Довженко)
- «Якщо ти не зі мною» — (російський дубляж кіностудії ім.Довженко)
- «Хан Аспарух» — (російський дубляж кіностудії ім.Довженко)
- «Джоні» — (російський дубляж кіностудії ім.Довженко)
- «Тіні спекотного літа» — (російський дубляж кіностудії ім.Довженко)
- «Принци-лебеді» — (російський дубляж кіностудії ім.Довженко)
- «Дванадцять місяців» — (російський дубляж кіностудії ім.Довженко)
- «Іванко і цар Поганін» — (російське озвучення кіностудії ім.Довженко)
- «Обережно! Червона ртуть!» — (російський дубляж кіностудії ім.Довженко\ТО «Веселка»)
- «Перша зима» — (російське озвучення кіностудії «Київнаукфільм»)
- «Золота липа» — (російське озвучення кіностудії «Київнаукфільм»)
- «Про великих та маленьких» — (російське озвучення кіностудії «Київнаукфільм»)
- «Дощику, дощику, припусти!» — (російське озвучення кіностудії «Київнаукфільм»)
- «Про всіх на світі» — (російське озвучення кіностудії «Київнаукфільм»)
- «Сонечко і снігові чоловічки» — (російське озвучення кіностудії «Київнаукфільм»)
- «Сампо з Лапландії» — (російське озвучення кіностудії «Київнаукфільм»)
- «Друзі мої, де ви?» — (російське озвучення кіностудії «Київнаукфільм»)
- «Дострибни до хмаринки» — (російське озвучення кіностудії «Київнаукфільм»)
- «Осінній вальс» — (російське озвучення кіностудії «Київнаукфільм»)
- «Команда Діг» — (російське озвучення студії «Борисфен-С»)
- «Термінатор» — (російський дубляж студій «Синхрон»\«Хлопушка»)
- «Швидкість» — (російський дубляж студій «Синхрон»\«Хлопушка»)
- «Сутичка» — (російський дубляж студій «Синхрон»\Хлопушка»)
- «Непристойна пропозиція» — (російський дубляж студій «Синхрон»\«Хлопушка»)
- «Чорнокнижник 2: Армагеддон» — (російський дубляж студій «Синхрон»\«Хлопушка»)
- «Універсальний солдат» — (російський дубляж студій «Синхрон»\«Хлопушка»)
- «Нічне спостереження» — (російський дубляж студій «Синхрон»\«Хлопушка»)
- «Немає виходу» — (російський дубляж студій «Синхрон»\«Хлопушка»)
- «Пустун з психушки» — (російський дубляж студій «Синхрон»\«Хлопушка»)
- «Гіркий місяць» — (російський дубляж студій «Синхрон»\«Хлопушка»)
- «Харлей Девідсон і ковбой Мальборо» — (російський дубляж студій «Синхрон»\«Хлопушка»)
- «На гребені хвилі» — (російський дубляж студій «Синхрон»\«Хлопушка»)
- «Зазначений смертю» — (російський дубляж студій «Синхрон»\«Хлопушка»)
- «Дика орхідея» — (російський дубляж студій «Синхрон»\«Хлопушка»)
- «9 1/2 тижнів» — (російський дубляж студій «Синхрон»\«Хлопушка»)